# Ranchería de Dolores
Ranchería de Dolores  är en ort i kommunen San José del Rincón i delstaten Mexiko i Mexiko. Samhället hade 386 invånare vid folkräkningen 2020.